# Mohamed Atta
Mohamed Mohamed el-Amir Awad el-Sayed Atta, arabsko محمد محمد الأمير عوض السيد عطا‎  (* 1. september 1968 † 11. september 2001) je bil egipčanski ugrabitelj in terorist, ki je sodeloval v terorističnih napadih 11. septembra 2001 v ZDA. Bil je pilot letala Let 11 American Airlines, s katerimi je trčil v severni stolp WTC-ja. V starosti 33 let je bil od 19 ugrabiteljev najstarejši ugrabitelj. 
Rodil in odraščal je v Egiptu, leta 1990 je študiral arhitekturno univerzo v Kairu in študij nadaljeval v Nemčiji na hamburški tehnološki univerzi. V Hamburgu se je Atta srečal z ekipo al-Qudsa, kjer je spoznal Marwana al-Shehhija, Ramzija bin al-Shibha in Ziada Jarraha, ki so skupaj sestavili hamburško ekipo. Atta je iz Nemčije odšel za nekaj časa, nato pa se je leta 1990 vrnil v Hajj, vendar se je med koncem leta 1999 in začetkom leta 2000 v Afganistanu srečal z Osamo bin Ladnom in drugimi najvišjimi voditelji teroristične skupine Al Kaida, Atto in druge člane hamburške skupine pa so zaprosili za "letalsko operacijo" v ZDA. Atta se je februarja 2000 vrnil v Hamburg in začel poizvedovati o usposabljanju za letenje v Združenih Državah Amerike.
Junija 2000 sta Atta in Marwan al-Shehhi prispela v ZDA, da bi se naučila pilotirati letalo, novembra istega leta pa sta pridobila status za samostojno letenje. Z začetkom maja 2001 je Atta pomagal pri prihodu ugrabiteljev, julija pa je odpotoval v Španijo, da bi se srečal z bin-Shibhom in zaključil zaplet. Avgusta 2001 je Atta, kot potnik potoval na več letalih in jih nadziral, da bi podrobneje ugotovil, kako je mogoče ugrabiti letalo in izvesti napad. 
11. septembra 2001 zjutraj se je Atta vkrcal na Let 11 American Airlines, ki so ga 15 minut po vzletu skupaj s svojo ekipo ugrabili. Atta je prevzel nadzor nad letalom in ob 8:46 usmeril letalo v severni stolp WTC-ja, s hitrostjo 740 km / h. Severni stolp se je zrušil ob 10:28 pri tem pa je umrlo 1600 ljudi.